# Talai
Talai là một thị xã và là một nagar panchayat của quận Bilaspur thuộc bang Himachal Pradesh, Ấn Độ.

## Nhân khẩu
Theo điều tra dân số năm 2001 của Ấn Độ, Talai có dân số 2010 người. Phái nam chiếm 53% tổng số dân và phái nữ chiếm 47%. Talai có tỷ lệ 71% biết đọc biết viết, cao hơn tỷ lệ trung bình toàn quốc là 59,5%: tỷ lệ cho phái nam là 75%, và tỷ lệ cho phái nữ là 68%. Tại Talai, 15% dân số nhỏ hơn 6 tuổi.